# 土佐佐賀駅
土佐佐賀駅（とささがえき）は、高知県幡多郡黒潮町佐賀にある、土佐くろしお鉄道（TKT）中村線の駅である。駅番号はTK30。旧佐賀町役場（現：黒潮町役場佐賀支所）の最寄り駅で、全特急列車が停車する。

## 歴史
- 1963年（昭和38年）12月18日：国鉄中村線窪川駅 - 当駅間開通時に終着駅として開設[2]。
- 1970年（昭和45年）10月1日：中村線当駅 - 中村駅間延伸、途中駅となる[3]。同時に簡易委託駅化[4][5]。車扱貨物・手荷物扱い廃止、小荷物扱い到着小荷物（特別扱新聞紙に限る）に限定[6]。
- 1987年（昭和62年）4月1日：国鉄分割民営化に伴い、JR四国の駅となる[2]。
- 1988年（昭和63年）4月1日：中村線が第三セクター土佐くろしお鉄道へ転換、同社の駅となる[2]。
- 2004年（平成16年）4月1日：簡易委託解除、終日無人駅化[7]。

## 駅構造
島式ホーム1面2線を有する列車交換可能な地上駅。無人駅である。
土佐くろしお鉄道中村線の途中駅で交換設設備を持っているのは当駅と浮鞭駅だけである。

### のりば
| ホーム | 路線    | 方向 | 行先           |
| ------ | ------- | ---- | -------------- |
| 駅舎側 | ■中村線 | 下り | 中村・宿毛方面 |
| 反対側 | ■中村線 | 上り | 窪川・高知方面 |

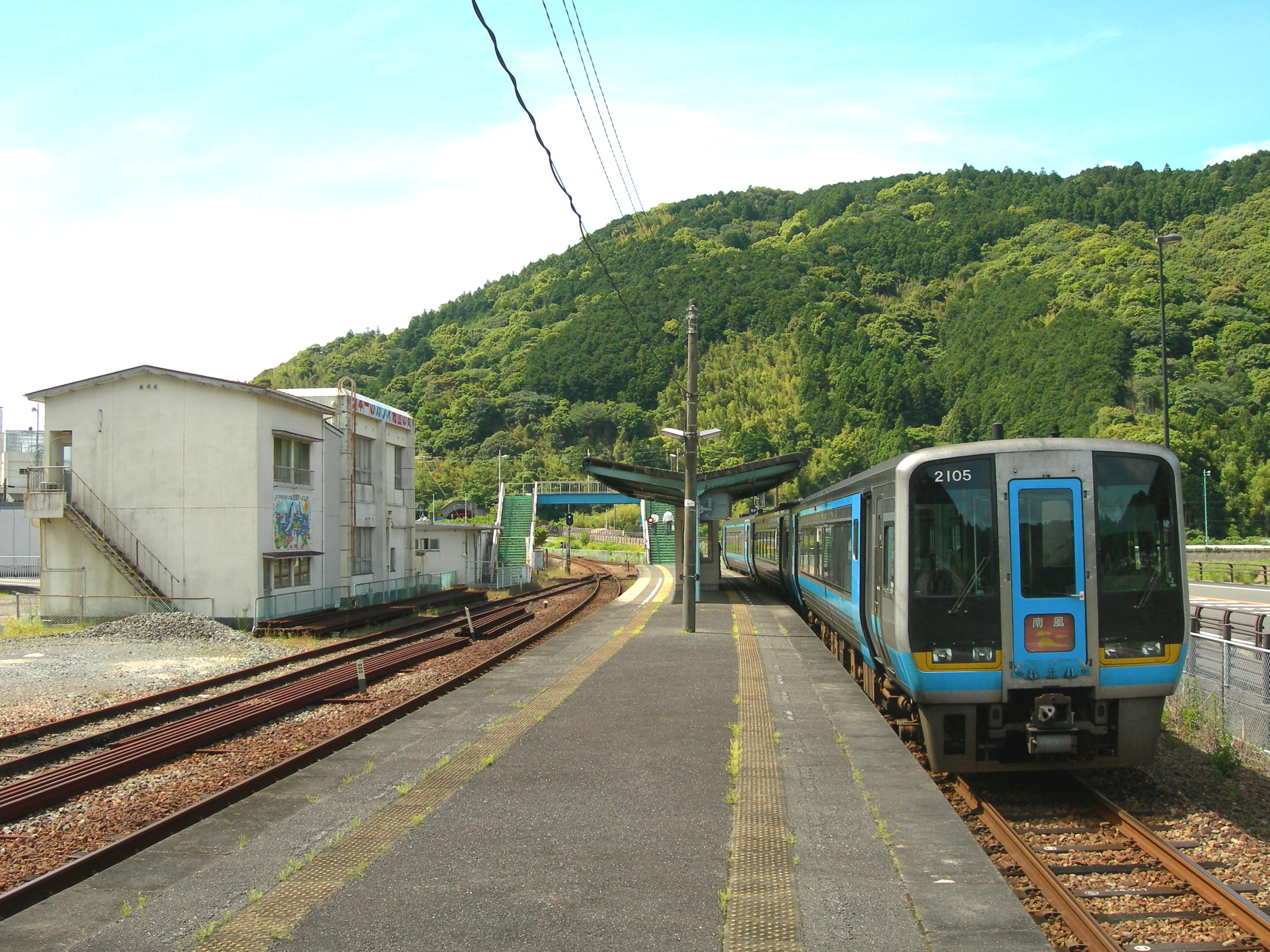
ホーム（2010年5月）

## 利用状況
| 1日乗降人員推移 | 1日乗降人員推移 |
| 年度            | 1日平均人数     |
| --------------- | --------------- |
| 2011年          | 192             |
| 2012年          | 157             |
| 2013年          | 136             |
| 2014年          | 122             |
| 2015年          | 134             |

## 駅周辺
- 土佐西南大規模公園佐賀地区：駅東方徒歩10分。
- 塩屋の浜海水浴場
- 佐賀漁港
- 黒潮町佐賀総合支所
- 佐賀郵便局
- 黒潮町佐賀図書館
- 国道56号

## バス路線
駅前に四万十交通「佐賀駅前」バス停、及び高知西南交通「佐賀駅」バス停がある。
| 主要経由地         | 行先     | 運行会社     |
| ------------------ | -------- | ------------ |
|                    | 佐賀     | 四万十交通   |
| 伊与喜、佐賀温泉   | 窪川駅前 | 四万十交通   |
| 上川口駅通、入野駅 | 中村駅   | 高知西南交通 |

## 隣の駅
土佐くろしお鉄道
■中村線
- 特急「しまんと」（1号・4号のみ停車）・「あしずり」停車駅

■普通
伊与喜駅 (TK29) - 土佐佐賀駅 (TK30) - 佐賀公園駅 (TK31)